# Lista campionilor de Grand Slam la simplu după țară
Aceasta este o listă a câștigătorilor din toate timpurile a celor patru turnee de Grand Slam la simplu masculin și feminin, organizate pe țară. Anul primei victorii în fiecare turneu este afișat între paranteze. Prima victorie a fiecărui jucător într-un turneu de Grand Slam este afișată cu caractere îngroșat. Cel mai mare număr de victorii din fiecare țară (în coloana total) este afișat cu caractere îngroșate.

## Campioni de Grand Slam la simplu după țară

### Africa de Sud
| No. | Jucător     | M/F | Total | Australian Open | French Open | Wimbledon | US Open |
| --- | ----------- | --- | ----- | --------------- | ----------- | --------- | ------- |
| 1   | Johan Kriek | M   | 1     | 1 (1981dec)     | –           | –         | –       |

### Argentina
| No. | Jucător               | M/F | Total | Australian Open | French Open | Wimbledon | US Open  |
| --- | --------------------- | --- | ----- | --------------- | ----------- | --------- | -------- |
| 1   | Guillermo Vilas       | M   | 4     | 2 (1978dec)     | 1 (1977)    | –         | 1 (1977) |
| 2   | Gabriela Sabatini     | F   | 1     | –               | –           | –         | 1 (1990) |
| 3   | Gastón Gaudio         | M   | 1     | –               | 1 (2004)    | –         | –        |
| 4   | Juan Martín del Potro | M   | 1     | –               | –           | –         | 1 (2009) |

### Australia
| No. | Jucător            | M/F | Total | Australian Open | French Open | Wimbledon | US Open  |
| --- | ------------------ | --- | ----- | --------------- | ----------- | --------- | -------- |
| 1   | Rodney Heath       | M   | 2     | 2 (1905)        | –           | –         | –        |
| 2   | Norman Brookes     | M   | 3     | 1 (1911)        | –           | 2 (1907)  | –        |
| 3   | Horace Rice        | M   | 1     | 1 (1907)        | –           | –         | –        |
| 4   | Ernie Parker       | M   | 1     | 1 (1913)        | –           | –         | –        |
| 5   | Arthur O'Hara Wood | M   | 1     | 1 (1914)        | –           | –         | –        |
| 6   | Francis Lowe       | M   | 1     | 1 (1915)        | –           | –         | –        |
| 7   | Gerald Patterson   | M   | 3     | 1 (1927)        | –           | 2 (1919)  | –        |
| 8   | Pat O'Hara Wood    | M   | 2     | 2 (1920)        | –           | –         | –        |
| 9   | Rhys Gemmell       | M   | 1     | 1 (1921)        | –           | –         | –        |
| 10  | James Anderson     | M   | 3     | 3 (1922)        | –           | –         | –        |
| 11  | Margaret Mutch     | F   | 2     | 2 (1922)        | –           | –         | –        |
| 12  | Sylvia Lance       | F   | 1     | 1 (1924)        | –           | –         | –        |
| 13  | Daphne Akhurst     | F   | 5     | 5 (1925)        | –           | –         | –        |
| 14  | John Hawkes        | M   | 1     | 1 (1926)        | –           | –         | –        |
| 15  | Esna Boyd          | F   | 1     | 1 (1927)        | –           | –         | –        |
| 16  | John Gregory       | M   | 1     | 1 (1929)        | –           | –         | –        |
| 17  | Edgar Moon         | M   | 1     | 1 (1930)        | –           | –         | –        |
| 18  | John Crawford      | M   | 6     | 4 (1931)        | 1 (1933)    | 1 (1933)  | –        |
| 19  | Coral McInnes      | F   | 2     | 2 (1931)        | –           | –         | –        |
| 20  | Joan Hartigan      | F   | 3     | 3 (1933)        | –           | –         | –        |
| 21  | Adrian Quist       | M   | 3     | 3 (1936)        | –           | –         | –        |
| 22  | Nancye Wynne       | F   | 6     | 6 (1937)        | –           | –         | –        |
| 23  | Vivian McGrath     | M   | 1     | 1 (1937)        | –           | –         | –        |
| 24  | John Bromwich      | M   | 2     | 2 (1939)        | –           | –         | –        |
| 25  | Emily Hood         | F   | 1     | 1 (1939)        | –           | –         | –        |
| 26  | Dinny Pails        | M   | 1     | 1 (1947)        | –           | –         | –        |
| 27  | Francis Sedgman    | M   | 5     | 2 (1949)        | –           | 1 (1952)  | 2 (1951) |
| 28  | Thelma Coyne       | F   | 2     | 2 (1952)        | –           | –         | –        |
| 29  | Ken McGregor       | M   | 1     | 1 (1952)        | –           | –         | –        |
| 30  | Kenneth Rosewall   | M   | 8     | 4 (1953)        | 2 (1953)    | –         | 2 (1956) |
| 31  | Mervyn Rose        | M   | 2     | 1 (1954)        | 1 (1958)    | –         | –        |
| 32  | Beryl Penrose      | F   | 1     | 1 (1955)        | –           | –         | –        |
| 33  | Lewis Hoad         | M   | 4     | 1 (1956)        | 1 (1956)    | 2 (1956)  | –        |
| 34  | Mary Carter        | F   | 2     | 2 (1956)        | –           | –         | –        |
| 35  | Ashley Cooper      | M   | 4     | 2 (1957)        | –           | 1 (1958)  | 1 (1958) |
| 36  | Malcolm Anderson   | M   | 1     | –               | –           | –         | 1 (1957) |
| 37  | Neale Fraser       | M   | 3     | –               | –           | 1 (1960)  | 2 (1959) |
| 38  | Margaret Smith     | F   | 24    | 11 (1960)       | 5 (1962)    | 3 (1963)  | 5 (1962) |
| 39  | Rodney Laver       | M   | 11    | 3 (1960)        | 2 (1962)    | 4 (1961)  | 2 (1962) |
| 40  | Roy Emerson        | M   | 12    | 6 (1961)        | 2 (1963)    | 2 (1964)  | 2 (1961) |
| 41  | Lesley Turner      | F   | 2     | –               | 2 (1963)    | –         | –        |
| 42  | Frederick Stolle   | M   | 2     | –               | 1 (1965)    | –         | 1 (1966) |
| 43  | Anthony Roche      | M   | 1     | –               | 1 (1966)    | –         | –        |
| 44  | John Newcombe      | M   | 7     | 2 (1973)        | —           | 3 (1967)  | 2 (1967) |
| 45  | Bill Bowrey        | M   | 1     | 1 (1968)        | –           | –         | –        |
| 46  | Evonne Goolagong   | F   | 7     | 4 (1974)        | 1 (1971)    | 2 (1971)  | –        |
| 47  | Mark Edmondson     | M   | 1     | 1 (1976)        | —           | –         | –        |
| 48  | Kerry Melville     | F   | 1     | 1 (1977Jan)     | —           | —         | –        |
| 49  | Christine O'Neil   | F   | 1     | 1 (1978dec)     | —           | —         | –        |
| 50  | Patrick Cash       | M   | 1     | –               | —           | 1 (1987)  | –        |
| 51  | Patrick Rafter     | M   | 2     | –               | —           | –         | 2 (1997) |
| 52  | Lleyton Hewitt     | M   | 2     | –               | —           | 1 (2002)  | 1 (2001) |
| 53  | Samantha Stosur    | F   | 1     | –               | —           | —         | 1 (2011) |
| 54  | Ashleigh Barty     | F   | 3     | 1 (2022)        | 1 (2019)    | 1 (2021)  | —        |

### Austria
| No. | Jucător       | M/F | Total | Australian Open | French Open | Wimbledon | US Open  |
| --- | ------------- | --- | ----- | --------------- | ----------- | --------- | -------- |
| 1   | Thomas Muster | M   | 1     | –               | 1 (1995)    | –         | –        |
| 2   | Dominic Thiem | M   | 1     | –               | –           | –         | 1 (2020) |

### Belarus
| No. | Jucător           | M/F | Total | Australian Open | French Open | Wimbledon | US Open |
| --- | ----------------- | --- | ----- | --------------- | ----------- | --------- | ------- |
| 1   | Victoria Azarenka | F   | 2     | 2 (2012)        | —           | —         | —       |
| 2   | Arina Sabalenka   | F   | 2     | 2 (2023)        | —           | —         | —       |

### Belgia
| No. | Jucător       | M/F | Total | Australian Open | French Open | Wimbledon | US Open  |
| --- | ------------- | --- | ----- | --------------- | ----------- | --------- | -------- |
| 1   | Justine Henin | F   | 7     | 1 (2004)        | 4 (2003)    | —         | 2 (2003) |
| 2   | Kim Clijsters | F   | 4     | 1 (2011)        | —           | —         | 3 (2005) |

### Brazilia
| No. | Jucător         | M/F | Total | Australian Open | French Open | Wimbledon | US Open  |
| --- | --------------- | --- | ----- | --------------- | ----------- | --------- | -------- |
| 1   | Maria Bueno     | F   | 7     | –               | –           | 3 (1959)  | 4 (1959) |
| 2   | Gustavo Kuerten | M   | 3     | –               | 3 (1997)    | –         | –        |

### Canada
| No. | Jucător          | M/F | Total | Australian Open | French Open | Wimbledon | US Open  |
| --- | ---------------- | --- | ----- | --------------- | ----------- | --------- | -------- |
| 1   | Bianca Andreescu | F   | 1     | —               | —           | —         | 1 (2019) |

### Cehoslovacia
| No. | Jucător         | M/F | Total | Australian Open | French Open | Wimbledon | US Open  |
| --- | --------------- | --- | ----- | --------------- | ----------- | --------- | -------- |
| 1   | Jan Kodeš       | M   | 3     | –               | 2 (1970)    | 1 (1973)  | –        |
| 2   | Hana Mandlíková | F   | 4     | 2 (1980dec)     | 1 (1981)    | –         | 1 (1985) |
| 3   | Ivan Lendl      | M   | 8     | 2 (1989)        | 3 (1984)    | –         | 3 (1985) |

### Chile
| No. | Jucător      | M/F | Total | Australian Open | French Open | Wimbledon | US Open  |
| --- | ------------ | --- | ----- | --------------- | ----------- | --------- | -------- |
| 1   | Anita Lizana | F   | 1     | –               | –           | –         | 1 (1937) |

### China
| No. | Jucător | M/F | Total | Australian Open | French Open | Wimbledon | US Open |
| --- | ------- | --- | ----- | --------------- | ----------- | --------- | ------- |
| 1   | Li Na   | F   | 2     | 1 (2014)        | 1 (2011)    | –         | –       |

### Croația
| No. | Jucător          | M/F | Total | Australian Open | French Open | Wimbledon | US Open  |
| --- | ---------------- | --- | ----- | --------------- | ----------- | --------- | -------- |
| 1   | Iva Majoli       | F   | 1     | –               | 1 (1997)    | –         | –        |
| 2   | Goran Ivanišević | M   | 1     | –               | –           | 1 (2001)  | –        |
| 3   | Marin Čilić      | M   | 1     | –               | –           | –         | 1 (2014) |

### Danemarca
| No. | Jucător            | M/F | Total | Australian Open | French Open | Wimbledon | US Open |
| --- | ------------------ | --- | ----- | --------------- | ----------- | --------- | ------- |
| 1   | Caroline Wozniacki | F   | 1     | 1 (2018)        | –           | –         | –       |

### Ecuador
| No. | Jucător      | M/F | Total | Australian Open | French Open | Wimbledon | US Open |
| --- | ------------ | --- | ----- | --------------- | ----------- | --------- | ------- |
| 1   | Andrés Gómez | M   | 1     | –               | 1 (1990)    | –         | –       |

### Egipt
| No. | Jucător         | M/F | Total | Australian Open | French Open | Wimbledon | US Open |
| --- | --------------- | --- | ----- | --------------- | ----------- | --------- | ------- |
| 1   | Jaroslav Drobný | M   | 3     | –               | 2 (1951)    | 1 (1954)  | –       |

### Elveția
| No. | Jucător        | M/F | Total | Australian Open | French Open | Wimbledon | US Open  |
| --- | -------------- | --- | ----- | --------------- | ----------- | --------- | -------- |
| 1   | Martina Hingis | F   | 5     | 3 (1997)        | –           | 1 (1997)  | 1 (1997) |
| 2   | Roger Federer  | M   | 20    | 6 (2004)        | 1 (2009)    | 8 (2003)  | 5 (2004) |
| 3   | Stan Wawrinka  | M   | 3     | 1 (2014)        | 1 (2015)    | –         | 1 (2016) |

### Franța
| No. | Jucător         | M/F | Total | Australian Open | French Open | Wimbledon | US Open  |
| --- | --------------- | --- | ----- | --------------- | ----------- | --------- | -------- |
| 1   | Suzanne Lenglen | F   | 8     | –               | 2 (1925)    | 6 (1919)  | –        |
| 2   | Jean Borotra    | M   | 4     | 1 (1928)        | 1 (1931)    | 2 (1924)  | –        |
| 3   | René Lacoste    | M   | 7     | –               | 3 (1925)    | 2 (1925)  | 2 (1926) |
| 4   | Henri Cochet    | M   | 7     | –               | 4 (1926)    | 2 (1927)  | 1 (1928) |
| 5   | Simonne Mathieu | F   | 2     | –               | 2 (1938)    | –         | –        |
| 6   | Marcel Bernard  | M   | 1     | –               | 1 (1946)    | –         | –        |
| 7   | Yvon Petra      | M   | 1     | –               | –           | 1 (1946)  | –        |
| 8   | Nelly Landry    | F   | 1     | –               | 1 (1948)    | –         | –        |
| 9   | Françoise Dürr  | F   | 1     | –               | 1 (1967)    | –         | –        |
| 10  | Yannick Noah    | M   | 1     | –               | 1 (1983)    | –         | –        |
| 11  | Mary Pierce     | F   | 2     | 1 (1995)        | 1 (2000)    | –         | –        |
| 12  | Amélie Mauresmo | F   | 2     | 1 (2006)        | –           | 1 (2006)  | –        |
| 13  | Marion Bartoli  | F   | 1     | –               | –           | 1 (2013)  | –        |

### Germania
| No. | Jucător             | M/F | Total | Australian Open | French Open | Wimbledon | US Open  |
| --- | ------------------- | --- | ----- | --------------- | ----------- | --------- | -------- |
| 1   | Cilly Aussem        | F   | 2     | –               | 1 (1931)    | 1 (1931)  | –        |
| 2   | Gottfried von Cramm | M   | 2     | –               | 2 (1934)    | –         | –        |
| 3   | Hilde Krahwinkel    | F   | 3     | –               | 3 (1935)    | –         | –        |
| 4   | Henner Henkel       | M   | 1     | –               | 1 (1937)    | –         | –        |
| 5   | Boris Becker        | M   | 6     | 2 (1991)        | –           | 3 (1985)  | 1 (1989) |
| 6   | Steffi Graf         | F   | 22    | 4 (1988)        | 6 (1987)    | 7 (1988)  | 5 (1988) |
| 7   | Michael Stich       | M   | 1     | –               | –           | 1 (1991)  | –        |
| 8   | Angelique Kerber    | F   | 3     | 1 (2016)        | –           | 1 (2018)  | 1 (2016) |

### Italia
| No. | Jucător             | M/F | Total | Australian Open | French Open | Wimbledon | US Open  |
| --- | ------------------- | --- | ----- | --------------- | ----------- | --------- | -------- |
| 1   | Nicola Pietrangeli  | M   | 2     | –               | 2 (1959)    | –         | –        |
| 2   | Adriano Panatta     | M   | 1     | –               | 1 (1976)    | –         | –        |
| 3   | Francesca Schiavone | F   | 1     | –               | 1 (2010)    | –         | –        |
| 4   | Flavia Pennetta     | F   | 1     | –               | –           | –         | 1 (2015) |
| 5   | Jannik Sinner       | M   | 4     | 2 (2025)        | –           | 1 (2025)  | 1 (2024) |

### Iugoslavia
| No. | Jucător       | M/F | Total | Australian Open | French Open | Wimbledon | US Open  |
| --- | ------------- | --- | ----- | --------------- | ----------- | --------- | -------- |
| 1   | Mima Jaušovec | F   | 1     | —               | 1 (1977)    | —         | —        |
| 2   | Monica Seles  | F   | 8     | 3 (1991)        | 3 (1990)    | —         | 2 (1991) |

### Japonia
| No. | Jucător     | M/F | Total | Australian Open | French Open | Wimbledon | US Open  |
| --- | ----------- | --- | ----- | --------------- | ----------- | --------- | -------- |
| 1   | Naomi Osaka | F   | 4     | 2 (2019)        | –           | –         | 2 (2018) |

### Kazakhstan
| No. | Jucător        | M/F | Total | Australian Open | French Open | Wimbledon | US Open |
| --- | -------------- | --- | ----- | --------------- | ----------- | --------- | ------- |
| 1   | Elena Rîbakina | F   | 1     | –               | –           | 1 (2022)  | –       |

### Letonia
| No. | Jucător          | M/F | Total | Australian Open | French Open | Wimbledon | US Open |
| --- | ---------------- | --- | ----- | --------------- | ----------- | --------- | ------- |
| 1   | Jeļena Ostapenko | F   | 1     | –               | 1 (2017)    | –         | –       |

### Mexic
| No. | Jucător      | M/F | Total | Australian Open | French Open | Wimbledon | US Open  |
| --- | ------------ | --- | ----- | --------------- | ----------- | --------- | -------- |
| 1   | Rafael Osuna | M   | 1     | –               | –           | –         | 1 (1963) |

### Noua Zeelandă
| No. | Jucător         | M/F | Total | Australian Open | French Open | Wimbledon | US Open |
| --- | --------------- | --- | ----- | --------------- | ----------- | --------- | ------- |
| 1   | Anthony Wilding | M   | 6     | 2 (1906)        | –           | 4 (1910)  | –       |

### Norvegia
| No. | Jucător         | M/F | Total | Australian Open | French Open | Wimbledon | US Open  |
| --- | --------------- | --- | ----- | --------------- | ----------- | --------- | -------- |
| 1   | Molla Bjurstedt | F   | 4     | –               | –           | –         | 4 (1915) |

### Polonia
| No. | Jucător     | M/F | Total | Australian Open | French Open | Wimbledon | US Open  |
| --- | ----------- | --- | ----- | --------------- | ----------- | --------- | -------- |
| 1   | Iga Świątek | F   | 6     | –               | 4 (2020)    | 1 (2025)  | 1 (2022) |

### România
| No. | Jucător         | M/F | Total | Australian Open | French Open | Wimbledon | US Open  |
| --- | --------------- | --- | ----- | --------------- | ----------- | --------- | -------- |
| 1   | Ilie Năstase    | M   | 2     | –               | 1 (1973)    | –         | 1 (1972) |
| 2   | Virginia Ruzici | F   | 1     | –               | 1 (1978)    | –         | –        |
| 3   | Simona Halep    | F   | 2     | –               | 1 (2018)    | 1 (2019)  | –        |

### Rusia
| No. | Jucător             | M/F | Total | Australian Open | French Open | Wimbledon | US Open  |
| --- | ------------------- | --- | ----- | --------------- | ----------- | --------- | -------- |
| 1   | Evgheni Kafelnikov  | M   | 2     | 1 (1999)        | 1 (1996)    | –         | –        |
| 2   | Marat Safin         | M   | 2     | 1 (2005)        | –           | –         | 1 (2000) |
| 3   | Anastasia Myskina   | F   | 1     | –               | 1 (2004)    | –         | –        |
| 4   | Maria Sharapova     | F   | 5     | 1 (2008)        | 2 (2012)    | 1 (2004)  | 1 (2006) |
| 5   | Svetlana Kuznetsova | F   | 2     | –               | 1 (2009)    | –         | 1 (2004) |
| 6   | Daniil Medvedev     | M   | 1     | –               | –           | –         | 1 (2021) |

### Serbia
| No. | Jucător        | M/F | Total | Australian Open | French Open | Wimbledon | US Open  |
| --- | -------------- | --- | ----- | --------------- | ----------- | --------- | -------- |
| 1   | Novak Djokovic | M   | 24    | 10 (2008)       | 3 (2016)    | 7 (2011)  | 4 (2011) |
| 2   | Ana Ivanovic   | F   | 1     | –               | 1 (2008)    | –         | –        |

### Spania
| No. | Jucător             | M/F | Total | Australian Open | French Open | Wimbledon | US Open  |
| --- | ------------------- | --- | ----- | --------------- | ----------- | --------- | -------- |
| 1   | Manuel Santana      | M   | 4     | –               | 2 (1961)    | 1 (1966)  | 1 (1965) |
| 2   | Andrés Gimeno       | M   | 1     | –               | 1 (1972)    | –         | –        |
| 3   | Manuel Orantes      | M   | 1     | –               | –           | –         | 1 (1975) |
| 4   | Arantxa Sánchez     | F   | 4     | –               | 3 (1989)    | –         | 1 (1994) |
| 5   | Sergi Bruguera      | M   | 2     | –               | 2 (1993)    | –         | –        |
| 6   | Conchita Martínez   | F   | 1     | –               | –           | 1 (1994)  | –        |
| 7   | Carlos Moyá         | M   | 1     | –               | 1 (1998)    | –         | –        |
| 8   | Albert Costa        | M   | 1     | –               | 1 (2002)    | –         | –        |
| 9   | Juan Carlos Ferrero | M   | 1     | –               | 1 (2003)    | –         | –        |
| 10  | Rafael Nadal        | M   | 22    | 2 (2009)        | 14 (2005)   | 2 (2008)  | 4 (2010) |
| 11  | Garbiñe Muguruza    | F   | 2     | –               | 1 (2016)    | 1 (2017)  | –        |
| 12  | Carlos Alcaraz      | M   | 5     | –               | 2 (2024)    | 2 (2023)  | 1 (2022) |

### Suedia
| No. | Jucător          | M/F | Total | Australian Open | French Open | Wimbledon | US Open  |
| --- | ---------------- | --- | ----- | --------------- | ----------- | --------- | -------- |
| 1   | Sven Davidson    | M   | 1     | –               | 1 (1957)    | –         | –        |
| 2   | Björn Borg       | M   | 11    | –               | 6 (1974)    | 5 (1976)  | –        |
| 3   | Mats Wilander    | M   | 7     | 3 (1983)        | 3 (1982)    | –         | 1 (1988) |
| 4   | Stefan Edberg    | M   | 6     | 2 (1985dec)     | –           | 2 (1988)  | 2 (1991) |
| 5   | Thomas Johansson | M   | 1     | 1 (2002)        | –           | –         | –        |

### Regatul Unit
| No. | Jucător                | M/F | Total | Australian Open | French Open | Wimbledon | US Open  |
| --- | ---------------------- | --- | ----- | --------------- | ----------- | --------- | -------- |
| 1   | Spencer Gore           | M   | 1     | –               | –           | 1 (1877)  | –        |
| 2   | Frank Hadow            | M   | 1     | –               | –           | 1 (1878)  | –        |
| 3   | John Hartley           | M   | 2     | –               | –           | 2 (1879)  | –        |
| 4   | William Renshaw        | M   | 7     | –               | –           | 7 (1881)  | –        |
| 5   | Maud Watson            | F   | 2     | –               | –           | 2 (1884)  | –        |
| 6   | Blanche Bingley        | F   | 6     | –               | –           | 6 (1886)  | –        |
| 7   | Lottie Dod             | F   | 5     | –               | –           | 5 (1887)  | –        |
| 8   | Herbert Lawford        | M   | 1     | –               | –           | 1 (1887)  | –        |
| 9   | Ernest Renshaw         | M   | 1     | –               | –           | 1 (1888)  | –        |
| 10  | Willoughby Hamilton    | M   | 1     | –               | –           | 1 (1890)  | –        |
| 11  | Lena Rice              | F   | 1     | –               | –           | 1 (1890)  | –        |
| 12  | Wilfred Baddeley       | M   | 3     | –               | –           | 3 (1891)  | –        |
| 13  | Mabel Cahill           | F   | 2     | –               | –           | –         | 2 (1891) |
| 14  | Joshua Pim             | M   | 2     | –               | –           | 2 (1893)  | –        |
| 15  | Charlotte Cooper       | F   | 5     | –               | –           | 5 (1895)  | –        |
| 16  | Harold Mahony          | M   | 1     | –               | –           | 1 (1896)  | –        |
| 17  | Reginald Doherty       | M   | 4     | –               | –           | 4 (1897)  | –        |
| 18  | Arthur Gore            | M   | 3     | –               | –           | 3 (1901)  | –        |
| 19  | Laurence Doherty       | M   | 6     | –               | –           | 5 (1902)  | 1 (1903) |
| 20  | Muriel Robb            | F   | 1     | –               | –           | 1 (1902)  | –        |
| 21  | Dorothea Douglass      | F   | 7     | –               | –           | 7 (1903)  | –        |
| 22  | Dora Boothby           | F   | 1     | –               | –           | 1 (1909)  | –        |
| 23  | Ethel Thomson Larcombe | F   | 1     | –               | –           | 1 (1912)  | –        |
| 24  | James Cecil Parke      | M   | 1     | 1 (1912)        | –           | –         | –        |
| 25  | Algernon Kingscote     | M   | 1     | 1 (1919)        | –           | –         | –        |
| 26  | Kathleen McKane        | F   | 2     | –               | –           | 2 (1924)  | –        |
| 27  | Betty Nuthall          | F   | 1     | –               | –           | –         | 1 (1930) |
| 28  | Margaret Scriven       | F   | 2     | –               | 2 (1933)    | –         | –        |
| 29  | Fred Perry             | M   | 8     | 1 (1934)        | 1 (1935)    | 3 (1934)  | 3 (1933) |
| 30  | Dorothy Round          | F   | 3     | 1 (1935)        | –           | 2 (1934)  | –        |
| 31  | Angela Mortimer        | F   | 3     | 1 (1958)        | 1 (1955)    | 1 (1961)  | –        |
| 32  | Shirley Bloomer        | F   | 1     | –               | 1 (1957)    | –         | –        |
| 33  | Christine Truman       | F   | 1     | –               | 1 (1959)    | –         | –        |
| 34  | Ann Haydon             | F   | 3     | –               | 2 (1961)    | 1 (1969)  | –        |
| 35  | Virginia Wade          | F   | 3     | 1 (1972)        | –           | 1 (1977)  | 1 (1968) |
| 36  | Susan Barker           | F   | 1     | –               | 1 (1976)    | –         | –        |
| 37  | Andy Murray            | M   | 3     | –               | –           | 2 (2013)  | 1 (2012) |
| 38  | Emma Răducanu          | W   | 1     | –               | –           | –         | 1 (2021) |

### Republica Cehă
| No. | Jucător             | M/F | Total | Australian Open | French Open | Wimbledon | US Open |
| --- | ------------------- | --- | ----- | --------------- | ----------- | --------- | ------- |
| 1   | Petr Korda          | M   | 1     | 1 (1998)        | –           | –         | –       |
| 2   | Jana Novotná        | F   | 1     | –               | –           | 1 (1998)  | –       |
| 3   | Petra Kvitová       | F   | 2     | –               | –           | 2 (2011)  | –       |
| 4   | Barbora Krejčíková  | F   | 2     | –               | 1 (2021)    | 1 (2024)  | –       |
| 5   | Markéta Vondroušová | F   | 1     | –               | –           | 1 (2023)  | –       |

### Statele Unite
| No. | Jucător                  | M/F | Total | Australian Open | French Open | Wimbledon | US Open  |
| --- | ------------------------ | --- | ----- | --------------- | ----------- | --------- | -------- |
| 1   | Richard Sears            | M   | 7     | –               | –           | –         | 7 (1881) |
| 2   | Ellen Hansell            | F   | 1     | –               | –           | –         | 1 (1887) |
| 3   | Henry Slocum             | M   | 2     | –               | –           | –         | 2 (1888) |
| 4   | Bertha Townsend          | F   | 2     | –               | –           | –         | 2 (1888) |
| 5   | Oliver Campbell          | M   | 3     | –               | –           | –         | 3 (1890) |
| 6   | Ellen Roosevelt          | F   | 1     | –               | –           | –         | 1 (1890) |
| 7   | Robert Wrenn             | M   | 4     | –               | –           | –         | 4 (1893) |
| 8   | Aline Terry              | F   | 1     | –               | –           | –         | 1 (1893) |
| 9   | Helen Hellwig            | F   | 1     | –               | –           | –         | 1 (1894) |
| 10  | Juliette Atkinson        | F   | 3     | –               | –           | –         | 3 (1895) |
| 11  | Frederick Hovey          | M   | 1     | –               | –           | –         | 1 (1895) |
| 12  | Elisabeth Moore          | F   | 4     | –               | –           | –         | 4 (1896) |
| 13  | Malcolm Whitman          | M   | 3     | –               | –           | –         | 3 (1898) |
| 14  | Marion Jones             | F   | 2     | –               | –           | –         | 2 (1899) |
| 15  | Myrtle McAteer           | F   | 1     | –               | –           | –         | 1 (1900) |
| 16  | William Larned           | M   | 7     | –               | –           | –         | 7 (1901) |
| 17  | May Sutton               | F   | 3     | –               | –           | 2 (1905)  | 1 (1904) |
| 18  | Holcombe Ward            | M   | 1     | –               | –           | –         | 1 (1904) |
| 19  | Beals Wright             | M   | 1     | –               | –           | –         | 1 (1905) |
| 20  | William Clothier         | M   | 1     | –               | –           | –         | 1 (1906) |
| 21  | Helen Homans             | F   | 1     | –               | –           | –         | 1 (1906) |
| 22  | Evelyn Sears             | F   | 1     | –               | –           | –         | 1 (1907) |
| 23  | Maud Barger-Wallach      | F   | 1     | –               | –           | –         | 1 (1908) |
| 24  | Fred Alexander           | M   | 1     | 1 (1908)        | –           | –         | –        |
| 25  | Hazel Hotchkiss Wightman | F   | 4     | –               | –           | –         | 4 (1909) |
| 26  | Mary Browne              | F   | 3     | –               | –           | –         | 3 (1912) |
| 27  | Maurice McLoughlin       | M   | 2     | –               | –           | –         | 2 (1912) |
| 28  | R. Norris Williams       | M   | 2     | –               | –           | –         | 2 (1914) |
| 29  | Bill Johnston            | M   | 3     | –               | –           | 1 (1923)  | 2 (1915) |
| 30  | Robert Lindley Murray    | M   | 2     | –               | –           | –         | 2 (1917) |
| 31  | Bill Tilden              | M   | 10    | –               | –           | 3 (1920)  | 7 (1920) |
| 32  | Molla Mallory            | F   | 4     | –               | –           | –         | 4 (1920) |
| 33  | Helen Wills              | F   | 19    | –               | 4 (1928)    | 8 (1927)  | 7 (1923) |
| 34  | John Doeg                | M   | 1     | –               | –           | –         | 1 (1930) |
| 35  | Sidney Wood              | M   | 1     | –               | –           | 1 (1931)  | –        |
| 36  | Ellsworth Vines          | M   | 3     | –               | –           | 1 (1932)  | 2 (1931) |
| 37  | Helen Jacobs             | F   | 5     | –               | –           | 1 (1936)  | 4 (1932) |
| 38  | Wilmer Allison           | M   | 1     | –               | –           | –         | 1 (1935) |
| 39  | Alice Marble             | F   | 5     | –               | –           | 1 (1939)  | 4 (1936) |
| 40  | Don Budge                | M   | 6     | 1 (1938)        | 1 (1938)    | 2 (1937)  | 2 (1937) |
| 41  | Dorothy Bundy Cheney     | F   | 1     | 1 (1938)        | –           | –         | –        |
| 42  | Don McNeill              | M   | 2     | –               | 1 (1939)    | –         | 1 (1940) |
| 43  | Bobby Riggs              | M   | 3     | –               | –           | 1 (1939)  | 2 (1939) |
| 44  | Sarah Palfrey            | F   | 2     | –               | –           | –         | 2 (1941) |
| 45  | Pauline Betz Addie       | F   | 5     | –               | –           | 1 (1946)  | 4 (1942) |
| 46  | Ted Schroeder            | M   | 2     | –               | –           | 1 (1949)  | 1 (1942) |
| 47  | Joe Hunt                 | M   | 1     | –               | –           | –         | 1 (1943) |
| 48  | Frank Parker             | M   | 4     | –               | 2 (1948)    | –         | 2 (1944) |
| 49  | Margaret Osborne duPont  | F   | 6     | –               | 2 (1946)    | 1 (1947)  | 3 (1948) |
| 50  | Jack Kramer              | M   | 3     | –               | –           | 1 (1947)  | 2 (1946) |
| 51  | Patricia Canning Todd    | F   | 1     | –               | 1 (1947)    | –         | –        |
| 52  | Louise Brough Clapp      | F   | 6     | 1 (1950)        | –           | 4 (1948)  | 1 (1947) |
| 53  | Bob Falkenburg           | M   | 1     | –               | –           | 1 (1948)  | –        |
| 54  | Pancho Gonzales          | M   | 2     | –               | –           | –         | 2 (1948) |
| 55  | Doris Hart               | F   | 6     | 1 (1949)        | 2 (1950)    | 1 (1951)  | 2 (1954) |
| 56  | Budge Patty              | M   | 2     | –               | 1 (1950)    | 1 (1950)  | –        |
| 57  | Art Larsen               | M   | 1     | –               | –           | –         | 1 (1950) |
| 58  | Dick Savitt              | M   | 2     | 1 (1951)        | –           | 1 (1951)  | –        |
| 59  | Shirley Fry              | F   | 4     | 1 (1957)        | 1 (1951)    | 1 (1956)  | 1 (1956) |
| 60  | Maureen Connolly         | F   | 9     | 1 (1953)        | 2 (1953)    | 3 (1952)  | 3 (1951) |
| 61  | Vic Seixas               | M   | 2     | –               | –           | 1 (1953)  | 1 (1954) |
| 62  | Tony Trabert             | M   | 5     | –               | 2 (1954)    | 1 (1955)  | 2 (1953) |
| 63  | Althea Gibson            | F   | 5     | –               | 1 (1956)    | 2 (1957)  | 2 (1957) |
| 64  | Alex Olmedo              | M   | 2     | 1 (1959)        | –           | 1 (1959)  | –        |
| 65  | Darlene Hard             | F   | 3     | –               | 1 (1960)    | –         | 2 (1960) |
| 66  | Karen Hantze Susman      | F   | 1     | –               | –           | 1 (1962)  | –        |
| 67  | Chuck McKinley           | M   | 1     | –               | –           | 1 (1963)  | –        |
| 68  | Billie Jean King         | F   | 12    | 1 (1968)        | 1 (1972)    | 6 (1966)  | 4 (1967) |
| 69  | Nancy Richey             | F   | 2     | 1 (1967)        | 1 (1968)    | –         | –        |
| 70  | Arthur Ashe              | M   | 3     | 1 (1970)        | –           | 1 (1975)  | 1 (1968) |
| 71  | Stanley Smith            | M   | 2     | –               | –           | 1 (1972)  | 1 (1971) |
| 72  | James Connors            | M   | 8     | 1 (1974)        | –           | 2 (1974)  | 5 (1974) |
| 73  | Chris Evert              | F   | 18    | 2 (1982Dec)     | 7 (1974)    | 3 (1974)  | 6 (1975) |
| 74  | Roscoe Tanner            | M   | 1     | 1 (1977Jan)     | –           | –         | –        |
| 75  | Vitas Gerulaitis         | M   | 1     | 1 (1977Dec)     | –           | –         | –        |
| 76  | Martina Navratilova      | F   | 18    | 3 (1981Dec)     | 2 (1982)    | 9 (1978)  | 4 (1983) |
| 77  | John McEnroe             | M   | 7     | –               | –           | 3 (1981)  | 4 (1979) |
| 78  | Tracy Austin             | F   | 2     | –               | –           | –         | 2 (1979) |
| 79  | Barbara Jordan           | F   | 1     | 1 (1979Dec)     | –           | –         | –        |
| 80  | Brian Teacher            | M   | 1     | 1 (1980Dec)     | –           | –         | –        |
| 81  | Johan Kriek              | M   | 1     | 1 (1982Dec)     | –           | –         | –        |
| 82  | Michael Chang            | M   | 1     | –               | 1 (1989)    | –         | –        |
| 83  | Pete Sampras             | M   | 14    | 2 (1994)        | –           | 7 (1993)  | 5 (1990) |
| 84  | Jim Courier              | M   | 4     | 2 (1992)        | 2 (1991)    | –         | –        |
| 85  | Andre Agassi             | M   | 8     | 4 (1995)        | 1 (1999)    | 1 (1992)  | 2 (1994) |
| 86  | Monica Seles             | F   | 1     | 1 (1996)        | –           | –         | –        |
| 87  | Lindsay Davenport        | F   | 3     | 1 (2000)        | –           | 1 (1999)  | 1 (1998) |
| 88  | Serena Williams          | F   | 23    | 7 (2003)        | 3 (2002)    | 7 (2002)  | 6 (1999) |
| 89  | Venus Williams           | F   | 7     | –               | –           | 5 (2000)  | 2 (2000) |
| 90  | Jennifer Capriati        | F   | 3     | 2 (2001)        | 1 (2001)    | –         | –        |
| 91  | Andy Roddick             | M   | 1     | –               | –           | –         | 1 (2003) |
| 92  | Sloane Stephens          | F   | 1     | –               | –           | –         | 1 (2017) |
| 93  | Sofia Kenin              | F   | 1     | 1 (2020)        | –           | –         | –        |
| 94  | Coco Gauff               | F   | 2     | –               | 1 (2025)    | –         | 1 (2023) |
| 95  | Madison Keys             | F   | 1     | 1 (2025)        | –           | –         | –        |

### Țările de Jos
| No. | Jucător          | M/F | Total | Australian Open | French Open | Wimbledon | US Open |
| --- | ---------------- | --- | ----- | --------------- | ----------- | --------- | ------- |
| 1   | Kea Bouman       | F   | 1     | –               | 1 (1927)    | –         | –       |
| 2   | Richard Krajicek | M   | 1     | –               | –           | 1 (1996)  | –       |

### Ungaria
| No. | Jucător         | M/F | Total | Australian Open | French Open | Wimbledon | US Open |
| --- | --------------- | --- | ----- | --------------- | ----------- | --------- | ------- |
| 1   | József Asbóth   | M   | 1     | –               | 1 (1947)    | –         | –       |
| 2   | Zsuzsa Körmöczy | F   | 1     | –               | 1 (1958)    | –         | –       |

## Titluri totale de Grand Slam pe țară
- Statele Unite: 353
- Australia: 166
- Regatul Unit: 98
- Spania: 45
- Germania: 40
- Franța: 38
- Elveția: 28
- Suedia: 26
- Serbia: 25
- Cehoslovacia: 18
- Rusia: 13
- Belgia: 11
- Brazilia: 10
- Iugoslavia: 9
- Italia: 9
- Argentina: 7
- Cehia: 7
- Polonia: 6
- Noua Zeelandă: 6
- România: 5
- Japonia: 4
- Norvegia: 4
- Croația: 3
- Egipt: 3
- Țările de Jos: 2
- Belarus: 2
- China: 2
- Ungaria: 2
- Austria: 2
- Canada: 1
- Chile: 1
- Danemarca: 1
- Ecuador: 1
- Kazahstan: 1
- Letonia: 1
- Mexic: 1
- Africa de Sud: 1